# Midnight Riders
Midnight Riders são uma banda de Hard Rock fictícia presente no jogo Left 4 Dead 2. A Valve (produtora do game) criou um site próprio para o grupo, com “fotos” dos integrantes da banda, histórico da banda e link para o canal do grupo no Youtube. Neste canal, é possível conferir grandes sucessos da banda, como “Midnight Ride” e a música especial de Natal “All I want for Christmas (is to kick your ass)”. A banda é formada, na verdade, pelos músicos Greg Dale (vocais), Jason Roeder (bateria), e Mike Morasky (guitarra, baixo e teclados).
As músicas da banda podem ser encontradas nas jukebox do jogo, encontradas em "The Parish", "Swamp Fever" e "The Passing/The Sacrifice".
Em nota, a produtora ainda anunciou que duas músicas do Midnight Riders, estão na Rock Band Network, nome do canal e da ferramenta que permite fazer trilhas para "Rock Band" de Xbox 360. As faixas "Midnight Ride" e "One Bad Man!" estão disponíveis por 80 MS Points (US$ 1) cada uma.

## A Banda na Trama do Jogo
Apesar de quem está jogando o jogo não se deparar com a banda, ou com nenhum integrante diretamente no jogo, todo tipo de material deles é encontrado ao longo de várias campanhas (como as músicas presentes nas máquinas jukebox). O maior “contato” com a banda ocorre em Dark Carnival, onde eles estavam programados para tocar no parque de diversões “Whispering Oaks”, mas o show foi cancelado por causa da infecção.
A jukebox em uma lanchonete na parte “Undergroound” do mapa tem as canções: One Bad Man e Midnight Ride, ao longo dessa campanha quando surge um tank, começa a tocar versões alternativas das músicas da banda: “Tank One Bad” e “Tank Midnight” ao invés da música característica do próprio tank. Na jukebox do mapa The Sacrifice, toca “All I Want For Christmas (is to kick your ass)” e no mapa The Passing toca “Save Me Some Sugar”. A história do jogo dá a entender que eles escaparam da horda, mesmo depois de se recusar a interromper a sua turnê após a epidemia. Pichações na parede na última safe room antes do show indicam que os Riders saíram em segurança com um helicóptero particular.

## Biografia "Fictícia" Oficial (encontrada no site da Banda)
Em 1983, com as músicas no topo das paradas e com muito suporte dos fãs, 4 jovens de Galveston (Texas) se tornaram a banda mais popular dos Estados Unidos. Essa banda se chamava Love Supply. Em um dia fatídico de 1989, os Midnight Riders abriram um show para eles, mas fizeram muito mais sucesso com o público, se tornando assim, instantaneamente famosos.
Os Midnight Riders decidiram então gastar os próximos anos trabalhando em seu CD, curtindo umas férias e cumprindo de 8-10 anos de prisão por agressão em uma prisão federal em Fort Worth no Texas.
Para a sorte dos fãs dos Riders, e de todo o mundo, eles foram liberados em 1985. Três meses depois eles lançaram o álbum “We’re Coming For You, Love Supply”. No mesmo ano o baixista Riggs Donner morreu em um trágico acidente de moto e foi substituído por Jake Thorne. Desde então os Riders lançaram mais de 23 álbuns.
E em 1989 a primeira música “balada” dos Riders ‘This Man Loves You’, escrita pelo membro “temporário” Jake Thorne foi lançada no álbum “Born Yesterday”, e se tornou um grande hit, alcançando o primeiro lugar das paradas. Porém, até hoje os Riders se recusam a toca-la ao vivo.
Em 1993 os Midnight Riders finalmente alcançaram reconhecimento da indústria musical, ganhando o Grammy de melhor show Pirotécnico e em 2009 eles entraram em turnê com o show “No Salvation”.

## Membros
- Ox
- Smitty
- Jake Thorne (Bass, Keyboards)
- Dusty
- Riggs Donner (Bass)(ex-integrante. Falecido)

### Discografia
Segundo informações do website da banda, Midnight Riders já gravaram 23 álbuns. Porém, apenas 4 álbuns e 1 single já foram disponiilizados.
Ten Past Midnight (Ano de gravação desconhecido)
"Stay on That Mountain"
We’re Coming For You, Love Supply (Abril de 1985)
Born Yesterday (1989)
"Midnight Ride"

"This Man Loves You"
High Heels and Brushed Steel (2009)
- Disco 1

"Midnight Ride"

"One Bad Man"

"3 AM (The Whiskey Song)"

"Chopper on the Road"

"On My Way to Houston"

"Stick It In Your Craw"

"All Tapped Out"

"Beer Batterin' "

"Whiskey On Bourbon Street"

"Porkbelly Blues"

"Your Face (In My Fist)"

"Ain't Got Nuthin' "

"Yankin' My Chain"

"Give Her Some Gas" (previously unreleased)

"Payday Blues" (previously unreleased)
- Disco 2

"She Don't Care"

"Just Knifed Some Guy"

"Drinkin' And Drivin' You Crazy"

"Save Me Some Sugar (This Won't Take Long)"

"You Got Me In Stitches"

"Gunnin' For Galveston"

"Texas Hustler"

"Sunup Shakedown"

"Unmarked Envelope (Stuffed With Cash)"

"Longnecks and Short Shorts"

"Get Your Friends (I'll Take Y'all On)"

"Cinderblock Blues"

"Glug Glug Thump Thump"

"Sleeping in the Yard" (previously unreleased)

"Up on Blocks" (previously unreleased)

#### Singles
"All I Want For Christmas (is to kick your ass)" (1998)

## Curiosidades
- Em 2010, a produtora do game criou um concurso onde os fãs puderam criar um video clipe para o single “Save me some suggar”. O autor do clipe vencedor ganhou como prêmio uma guitarra autografada pela banda.[4]